# Paremphytus
Paremphytus är ett släkte av steklar som beskrevs av Charles Thomas Brues 1908. Paremphytus ingår i familjen ormbunkssteklar.
Släktet innehåller bara arten Paremphytus ostentus.